# Свифт, Бен
Бен Свифт (англ. Benjamin "Ben" Swift; род. 5 ноября 1987 в Ротереме, графство Саут-Йоркшир, Великобритания) — британский профессиональный  трековый и шоссейный велогонщик, выступающий за команду мирового тура «UAE Team Emirates». Чемпион мира на треке в скрэтче (2012). 

## Достижения

### Шоссе
2007
Джиро делле Реджиони
1-й  
1-й Этап 6
Тур Британии
1-й   Горная классификация
2008
1-й Коппа делла Паче
1-й Этап 5 Джиро Валле д`Аоста
Чемпионат мира
4-й Групповая гонка U23
6-й Гран-при Мармо
2009
1-й Этап 7 Тур Британии
2-й Нокере Курсе
8-й Гран-при Лугано
10-й Гран-при Инсубрия-Лугано
2010
1-й  Тур Пикардии
1-й  Очковая классификация
1-й  Молодёжная классификация
1-й Этап 2
2011
1-й Этап 5 Тур Романдии
1-й Этап 2 Тур Калифорнии
1-й Этап 5 Вуэльта Кастилии и Леона
3-й Тур Даун Андер
1-й Этапы 2 & 6
2012
Тур Польши
1-й  Очковая классификация
1-й Этапы 2 & 5
2013
Чемпионат Великобритании
3-й  Индивидуальная гонка
3-й Трофео Пальма
5-й Трофео Серра де Трамунтана
10-й Трофео Порререс
10-й Лондон — Суррей Классик
2014
Неделя Коппи и Бартали
1-й  Очковая классификация
1-й Этапы 1a & 1b (КГ)
1-й Этап 5 Тур Страны Басков
Чемпионат Великобритании
3-й  Групповая гонка
2-й Лондон — Суррей Классик
2-й Трофео Сес Салинес
3-й Милан — Сан-Ремо
3-й Трофео Муро-Порт
8-й Нокере Курсе
2015
2-й Неделя Коппи и Бартали
1-й  Очковая классификация
1-й Этап 2
3-й Трофео Плая
3-й Лондон — Суррей Классик
7-й Трофео Сантанья
9-й Международный Веловызов
9-й Кубок Японии
2016
Вуэльта Андалусии
1-й  Очковая классификация
2-й Милан — Сан-Ремо
7-й Тур Пуату — Шаранты
7-й Джиро дель Пьемонте
8-й Тур Британии
8-й Кэдел Эванс Грейт Оушен Роуд
2017
Чемпионат мира
5-й Групповая гонка
Чемпионат Великобритании
5-й Групповая гонка
10-й Эшборн — Франкфурт

### Трек
2004
1-й   Гонка по очкам, Чемпион Великобритании (юниоры)
2005
1-й   Гонка по очкам, Чемпион Великобритании (юниоры)
2006
2-й  Командное преследование, Чемпионат Великобритании
2007
1-й   Командное преследование, Чемпион Европы U23
2010
2-й  Командное преследование, Чемпионат мира
2012
Чемпионат мира
1-й  Скрэтч
2-й  Гонка по очкам
2-й  Мэдисон (с Герайнтом Томасом)

## Статистика выступлений

### Гранд-туры
| Гонка           | 2009 | 2010 | 2011 | 2012 | 2013 | 2014 | 2015 | 2016 | 2017 |
| --------------- | ---- | ---- | ---- | ---- | ---- | ---- | ---- | ---- | ---- |
| Джиро д'Италия  | 127  | —    | —    | —    | —    | 113  | —    | —    | —    |
| Тур де Франс    | —    | —    | 135  | —    | —    | —    | —    | —    | 83   |
| Вуэльта Испании | —    | НФ   | —    | 121  | —    | —    | —    | —    | —    |

| —  | Не участвовал  |
| НФ | Не финишировал |